# Liste der Baudenkmäler in Hörgertshausen

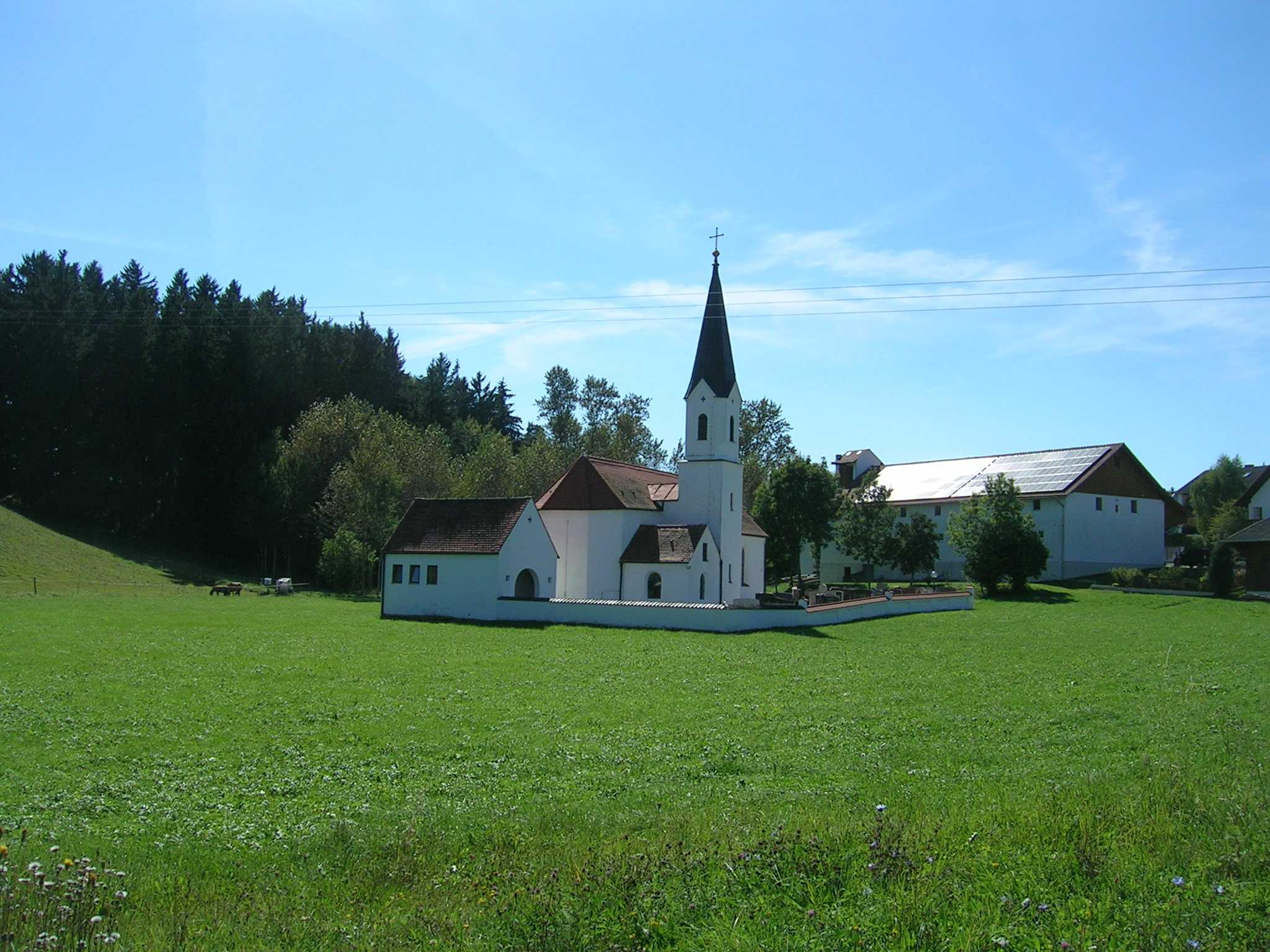
Blick auf St. Stephan in Sielstetten

Auf dieser Seite sind die Baudenkmäler in der oberbayerischen Gemeinde Hörgertshausen zusammengestellt. Diese Tabelle ist eine Teilliste der Liste der Baudenkmäler in Bayern. Grundlage ist die Bayerische Denkmalliste, die auf Basis des Bayerischen Denkmalschutzgesetzes vom 1. Oktober 1973 erstmals erstellt wurde und seither durch das Bayerische Landesamt für Denkmalpflege geführt wird. Die folgenden Angaben ersetzen nicht die rechtsverbindliche Auskunft der Denkmalschutzbehörde.

## Baudenkmäler nach Ortsteilen

### Hörgertshausen
| Lage                       | Objekt                                         | Beschreibung | Akten-Nr.             | Bild           |
| -------------------------- | ---------------------------------------------- | --- | --------------------- | -------------- |
| Kirchenstraße 9 (Standort) | Friedhofs- und Lourdeskapelle                  | Zweigeteilter Putzbau mit Satteldach in historisierenden Formen, 1906 an eine ältere Kapelle (wohl 18. Jahrhundert) angebaut | D-1-78-132-8 Wikidata | weitere Bilder |
| Kirchenstraße 9 (Standort) | Katholische Pfarrkirche St. Jakobus der Ältere | Im Kern mittelalterlicher Saalbau mit geradem Chorabschluss, angefügter Sakristei und Westturm mit Zwiebelhaube, Anbau der Seitenkapellen um 1681, Langhaus erneuert 1711/13; mit Ausstattung (s. a. Bodendenkmal D-1-7437-0132) | D-1-78-132-1 Wikidata | weitere Bilder |

### Doidorf
| Lage                | Objekt                          | Beschreibung                                                      | Akten-Nr.             | Bild |
| ------------------- | ------------------------------- | ----------------------------------------------------------------- | --------------------- | ---- |
| Bergfeld (Standort) | Katholische Kapelle Maria Trost | Zentralbau mit Glockendach von 1950; mit historischer Ausstattung | D-1-78-132-2 Wikidata | BW   |

### Margarethenried
| Lage                         | Objekt                                | Beschreibung | Akten-Nr.             | Bild           |
| ---------------------------- | ------------------------------------- | --- | --------------------- | -------------- |
| Margarethenried 9 (Standort) | Katholische Pfarrkirche St. Margareth | Im Kern wohl mittelalterlicher Saalbau mit Apsis, Chorflankenturm von 1882 und angefügter zweigeschossiger Sakristei, barocker Ausbau 1709; mit Ausstattung (s. a. Bodendenkmal D-1-7437-0150) | D-1-78-132-3 Wikidata | weitere Bilder |

### Peterswahl
| Lage                     | Objekt                                      | Beschreibung | Akten-Nr.             | Bild           |
| ------------------------ | ------------------------------------------- | --- | --------------------- | -------------- |
| Peterswahl 11 (Standort) | Katholische Filialkirche St. Peter und Paul | Barocker Saalbau mit Chorturm und angefügter Sakristei von 1725, Turm 1. Hälfte 15. Jahrhundert; mit Ausstattung (s. a. Bodendenkmal D-1-7437-0155) | D-1-78-132-4 Wikidata | weitere Bilder |

### Sankt Alban
| Lage                      | Objekt                                 | Beschreibung | Akten-Nr.             | Bild           |
| ------------------------- | -------------------------------------- | --- | --------------------- | -------------- |
| Sankt Alban 13 (Standort) | Katholische Wallfahrtskirche St. Alban | Unverputzter spätgotischer Backsteinbau mit eingezogenem Polygonalchor, angefügter Sakristei und Chorflankenturm, 15. Jahrhundert; mit Ausstattung (s. a. Bodendenkmal D-1-7437-0159) | D-1-78-132-5 Wikidata | weitere Bilder |
| Sankt Alban 15 (Standort) | Ehemaliges Mesnerhaus                  | Kleinbäuerliches erdgeschossiges Anwesen mit Satteldach und befenstertem Kniestock, Ende 19. Jahrhundert                                                                              | D-1-78-132-9 Wikidata | weitere Bilder |

### Sielstetten
| Lage                     | Objekt                               | Beschreibung | Akten-Nr.             | Bild           |
| ------------------------ | ------------------------------------ | --- | --------------------- | -------------- |
| Hauptstraße 8 (Standort) | Katholische Filialkirche St. Stephan | Saalbau mit Polygonalchor, angefügter Sakristei und Chorflankenturm, ausgebaut und erweitert 1890, im Kern älter; mit Ausstattung (s. a. Bodendenkmal D-1-7437-0162) Friedhofsmauer aus Ziegelstein | D-1-78-132-6 Wikidata | weitere Bilder |

### Wiesenberg
| Lage                  | Objekt                      | Beschreibung   | Akten-Nr.             | Bild |
| --------------------- | --------------------------- | -------------- | --------------------- | ---- |
| Wiesenberg (Standort) | Wegkreuz beim Wiesenberghof | Errichtet 1892 | D-1-78-132-7 Wikidata | BW   |